# روان‌شناسی زنانه
روان‌شناسی زنانه روان‌شناسی زنان رویکردی است که بر مسائل اجتماعی، اقتصادی و سیاسی که زنان در طول زندگی با آن مواجه هستند، تمرکز دارد. این به عنوان واکنشی به نظریه‌های رشدی تحت سلطه مردانه مانند دیدگاه زیگموند فروید دربارهٔ تمایلات جنسی زنانه پدیدار شد. اثر اصلی کارن هورنای استدلال می‌کرد که واقعیت‌های مردانه نمی‌توانند روان‌شناسی زنانه را توصیف کنند یا جنسیت آن‌ها را تعریف کنند، زیرا از تجربیات دختران یا زنان مطلع نیستند. نظریه پردازان، مانند هورنی، مدعی شدند که این رویکرد جدید فمینیستی در مورد متفاوت بودن تجارب زنان با مردان ضروری است، و وجود اجتماعی زنان در درک روان‌شناسی آنها بسیار مهم است. در تحقیقات  کارول گیلیگان پیشنهاد می‌شود که برخی از ویژگی‌های روان‌شناسی زنان برای انطباق با نظم اجتماعی معینی که توسط مردان تعریف شده است ظاهر می‌شود و لزوماً به دلیل ماهیت جنسیت یا روان‌شناسی آنها نیست.

## نظریه هورنای
رویکرد «روان‌شناسی زنانه» اغلب به کار پیشگام کارن هورنای، روان‌شناس اواخر قرن نوزدهم نسبت داده می‌شود. او با نظریه روانکاوی زیگموند فروید مخالفت کرد و استدلال کرد که این نظریه تحت سلطه مردانه است و بنابراین، دارای تعصبات و دیدگاه‌های فالومرکزی است. هورنی ادعا کرد که به همین دلیل، نظریه فروید نمی‌تواند زنانگی را توصیف کند، زیرا توسط واقعیت مردانه و نه از تجربه واقعی زنانه آگاه می‌شود. نمونه‌ای از این فرضیه فروید است مبنی بر اینکه شخصیت زن تمایل دارد حسادت اندام جنسی خود را نشان دهد، به موجب آن یک دختر عدم داشتن آلت تناسلی خود را به عنوان مجازاتی برای اعمال نادرست تفسیر می‌کند و بعداً مادرش را سرزنش می‌کند. همان‌طور که فروید بیان کرد، «او آن را دیده است و می‌داند که بدون آن است و می‌خواهد آن را داشته باشد.» هورنی استدلال کرد که این حسادت آلت تناسلی نیست، بلکه اضطراب، خصومت و خشم اساسی نسبت به والدین جنس مخالف است که او را رقابتی برای محبت والدین همجنس می‌داند و بنابراین او را تهدیدی مستقیم برای امنیت و امنیت خود می‌داند. او به عنوان بخشی از نظریه روان‌شناسی زنانه خود معتقد بود که این جنبه باید بر اساس پویایی‌های بین فردی (مانند تفاوت در قدرت اجتماعی) به جای پویایی جنسی حل شود.
هورنای با مفهوم فرویدی مخالفت کرد: او حسادت آلت تناسلی را تخریب کرد و آن را چیزی جز این توصیف کرد که زنان می‌خواهند نیازهای طبیعی خود را برای موفقیت و امنیت که مشخصه هر دو جنس است بیان کنند. قیاسی وجود دارد که روان‌شناسی زنانه هورنی را در مقایسه با بدبینی فروید نسبت به جهان و نفی زندگی، خوش‌بینانه به جهان و تأیید زندگی توصیف می‌کند. در ساختارشکنی مفهوم فرویدی حسادت آلت تناسلی، هورنای آن را با مفهوم حسادت رحم مقابله کرد. این حسادتی است که مردان نسبت به توانایی زنان در بچه دار شدن احساس می‌کنند. در نتیجه مردان برای جبران این ناتوانی به دنبال موفقیت در سایر زمینه‌های زندگی هستند. هورنی همچنین استدلال کرد که توضیحات اجتماعی و فرهنگی برای تفاوت‌های بین زن و مرد وجود دارد که با عقاید فروید مخالف بود که این زیست‌شناسی بود که باعث تفاوت مردان و زنان شد.

## مادری در مقابل شغل
یکی از پویایی‌هایی که توسط روانشناسان زنانه بیان شده است، ایجاد تعادل بین نقش‌های سنتی تر مادری و نقش مدرن تر یک زن حرفه ای است. نقش‌ها لزوماً با یکدیگر تضاد ندارند: درآمد اضافی به تأمین خانواده کمک می‌کند و مادران شاغل ممکن است احساس کنند که در جامعه فراتر از خانواده مشارکت می‌کنند.
هم مادران و هم پدرها فشار تعادل بین زندگی کاری و خانوادگی را احساس می‌کنند و پدران بیشتر از یک قرن پیش زمان بیشتری را در خانه می‌گذرانند و به مراقبت از کودکان و کارهای خانه مشغول می‌شوند. مطالعه انجام شده توسط مرکز تحقیقاتی پیو نشان می‌دهد که ۴۲ درصد از پاسخ دهندگان معتقدند که مادری که به صورت نیمه وقت کار می‌کند یک سناریوی ایده‌آل است در حالی که ۱۶ درصد فکر می‌کنند که کار تمام وقت برای مادران ایده‌آل است و بقیه فکر می‌کنند که مادران باید در خانه بمانند. ۴۶ درصد از پدران نیز گزارش دادند که احساس می‌کنند زمان کافی را با فرزندان خود نمی‌گذرانند: پدرانی که به این نظرسنجی تحقیقاتی پیو پاسخ دادند، تقریباً نیمی از زمان خود را برای مراقبت از کودکان صرف می‌کردند. ۱۵ درصد از پدران شاغل بیان کردند که ایجاد تعادل در کار و مراقبت از فرزندان بسیار دشوار است. همان مطالعه نشان داد که ۵۰٪ از پدران شاغل می‌گویند که تعادل بین مسئولیت‌های کار و مراقبت از کودک حداقل تا حدودی دشوار است. با این حال، پدرانی که می‌توانند در مراقبت از کودک کمک کنند، گزارش می‌دهند که آنها این کار را دوست دارند، اغلب حتی بیشتر از مادران. مرکز تحقیقات پیو همچنین از والدین خواست که به عنوان والدین چقدر خوب کار می‌کنند. مشخص شد که اکثر مادران و زنان خود را به عنوان یک کار عالی یا بسیار خوب ارزیابی می‌کنند، اما مادران شاغل به‌رغم این واقعیت که والدینی که احساس می‌کنند زمان کمی را با فرزندان خود می‌گذرانند، کمتر خود را به‌عنوان کار عالی ارزیابی می‌کنند، بسیار بالاتر از مادران غیرشاغل ارزیابی می‌کنند. مرکز تحقیقاتی پیو به منظور تحقیق و بررسی تفاوت‌های مرتبط با روان‌شناسی زنانه و دیدگاه‌های مردم در مورد پیشرفت زنان در محیط کار و جایگاه آن‌ها در خانه، مطالعات و بررسی‌های متعددی انجام داده است.
طبق مطالعه‌ای که توسط  جنیفر استوارت انجام شد، گذشته یک زن می‌تواند بر چگونگی یا انتخاب او برای برقراری تعادل بین کار و زندگی خانگی تأثیر بگذارد. به‌طور خاص، استوارت ادعا می‌کند که تعیین‌کننده اصلی «کیفیت رابطه زن با مادرش» است. زنانی که مادرانشان احساس دلبستگی گرم و خودمختاری مطمئن را در خود پرورش می‌دهند، ممکن است راه‌هایی برای لذت بردن از فرزندان و/یا کار خود بیابند، و اغلب محیط‌های کار و خانواده را به گونه‌ای تغییر می‌دهند که به نفع هر دو باشد.
زنان شاغل گاهی در شغل خود مصالحه می‌کنند تا بتوانند بین کار مزدبگیر و مسئولیت‌های مادری تعادل ایجاد کنند. این مصالحه‌ها شامل کاهش ساعات کاری و پذیرش حقوق کمتر یا وضعیت شغلی کمتر است که می‌تواند از تبدیل شدن زنان به بهترین عملکرد در محیط کار جلوگیری کند.
به گفته  رامون رسا، مادران باید به خاطر داشته باشند که «کودکان نسبتاً انعطاف‌پذیر هستند و با هر تغییری که لازم باشد سازگار می‌شوند. آنها همچنین در احساس ناراحتی، ناامیدی و بی‌تفاوتی زیرک هستند».